# Rubén García (militar)
El General Rubén García fue un militar mexicano que participó en la Revolución mexicana.
Nació en la Ciudad de Puebla el 14 de febrero de 1896.
Constitucionalista, perteneció a las fuerzas de los generales Agustín Millán Vivero y Heriberto Jara, y legó a ser coronel de caballería.
Después de la lucha fue agregado militar en Chile, donde se le hizo comandante de la Orden Militar de O'Higgins; también se dedicó al periodismo, la literatura y la historia: Fue jefe de la Comisión de Historia de la Secretaría de Guerra y Marina; entre sus obras se encuentran: Manuel Orozco y Berra; Por la senda de la Pasión y la estirpe; Bio-bibliografía de Francisco Clavijero; México Antiguo; Origen y desarrollo de las civilizaciones aborígenes; Campaña de Morelos sobre Acapulco; Ataque y sitio de Cuautla y El Antiporfirismo. 
- Datos: Q6113245